# Татарський Саскуль
Тата́рський Саску́ль (рос. Татарский Саскуль, башк. Татарһаҫыҡкүле) — присілок у складі Гафурійського району Башкортостану, Росія. Входить до складу Білоозерської сільської ради.
Населення — 194 особи (2010; 222 в 2002).
Національний склад:
- татари — 61%
- башкири — 38%